# 石飛厚志
石飛 厚志（いしとび あつし、1966年〈昭和41年〉7月12日 - ）は、日本の政治家。島根県雲南市長（2期）。

## 来歴
島根県飯石郡掛合町（現・雲南市掛合町）生まれ。掛合町立掛合中学校（現・雲南市立掛合中学校）、島根県立松江南高等学校卒業。早稲田大学法学部に入学。大学時代にアイスホッケーを始め、島根県の国体選手として出場した。1990年（平成2年）3月、大学卒業。同年4月、島根県庁に入庁島根県健康福祉部健康推進課管理監。在職中、自治省に出向。日本初の全県を対象とする医療情報ネットワーク「まめネット」を企画・構築した。
2020年（令和2年）11月8日告示、11月15日執行の雲南市長選挙で元県職員の原仁史が無投票で初当選。ところが原は同年12月16日、入院先の病院で看護師の女性に暴行を加えて逮捕され、わずか25日後の12月22日付で市長を辞職した。
結果的に雲南市長史上最短の任期となった原の辞職に伴い、2021年（令和3年）1月31日に行われた市長選に、山根成二県議や市議10人の支援、市内4町の農政会議の推薦を得て立候補。元市職員の佐藤満を破り、初当選を果たした。
※当日有権者数：31,791人 最終投票率：69.17%（前回比：pts）
| 候補者名 | 年齢 | 所属党派 | 新旧別 | 得票数   | 得票率 | 推薦・支持 |
| -------- | ---- | -------- | ------ | -------- | ------ | ---------- |
| 石飛厚志 | 54   | 無所属   | 新     | 11,619票 | 53.16% |            |
| 佐藤満   | 61   | 無所属   | 新     | 10,239票 | 46.84% |            |

2025年（令和7年）1月19日、任期満了に伴い行われた市長選に元島根県労働商工部長の新田誠を破り再選。※当日有権者数：29,595人、最終投票率：67.22%（前回比：-1.95pts）開票結果は、当選 石飛厚志（58歳）無所属 現 12,957票（65.39%）、新田誠（60歳）無所属 新 6,859票（34.61%）だった。